# Dogma (banda)
Dogma (Dynamic Overproduced Groove Metal Art) es una banda de Groove Metal chilena conformada por Gabriel Almazán (voz y guitarra), Sebastián Rojas (batería), Glen Alvelais (guitarra) y Sandro Trabucco (bajo).
Su historia se inicia el 22 de mayo de 1993, con la primera formación estable compuesta por Gabriel Almazán (guitarra-voz), Sebastián Rojas (batería), Gustavo y Mauricio Romero (bajo/guitarra respectivamente). Gabriel y Sebastián habían trabajado anteriormente arreglando algunos temas antes de conocer a los otros integrantes. 
En 1994 se graba la primera cinta de demostración titulada "Truth Without Question" con 3 temas originales, vendiéndose todas las copias fabricadas. Este año DOGMA fue invitado para cerrar la primera noche del Festival de Nancagua frente a aproximadamente 4.000 personas. Después de varias presentaciones en vivo, se retiran de la banda Gustavo y Mauricio Romero, siendo reemplazados por Lucas Yaksic (guitarra) y Sandro Trabucco (bajo) a comienzos de mayo de 1995.
A fines de 1995, luego de adquirir experiencia en los circuitos conocidos como "under" del medio, DOGMA telonea la primera actuación en Chile del grupo argentino A.N.I.M.A.L., repitiéndose esta dupla en el Estadio Monumental, en diciembre de 1996.
A mediados de 1996 surge la oportunidad de grabar el primer LP, titulado "Improve The Silence", el cual contiene 11 temas originales grabados y producidos por Mariano Pavez y DOGMA, en los estudios de Horacio Saavedra "HyT" en Santiago de Chile.
El álbum fue lanzado el 28 de abril de 1997 y obtuvo excelentes reacciones y críticas tanto de la prensa especializada como del público en general, siendo designado dicho disco como uno de los destacados del mes por el programa "Headbangers" de la cadena norteamericana de video-música MTV. Además, debido a las ventas del disco, la tienda especializada en venta de CD "Feria del Disco" invita a DOGMA a participar en una conferencia de prensa a mediados del año 1997, donde se habló de "Improve The Silence" como uno de los discos independientes con mayor aceptación en el año. 
A principios de 1997 se integra a la banda Pablo Ortiz (primera guitarra), reemplazando a Lucas Yaksic, mientras que a fines del mismo año se materializó el primer videoclip de la canción "Demadness" lo que, en conjunto con la rotación de los sencillos en Radio Concierto y entrevistas como la otorgada al programa Más Música (del canal UCTV) presentando en vivo dicho sencillo, lograron una mayor difusión de la banda en el mercado musical nacional. 
El año 1998 incluyó presentaciones en vivo en Chillán, Valparaíso y Copiapó con gran aceptación. Además, encabezaron el cartel del Aniversario nº26 de Radio Concierto en la Discotheque Zoom frente a 1.300 personas aprox., junto con la presentación del disco "Garage Inc" de Metallica frente a aproximadamente 700 personas.
En 1999, el ingreso de Dogma a la red en el sitio MP3.com ha significado la exposición internacional de su música, ampliando los horizontes de su mercado target. Por otra parte, otorgaron una entrevista al programa "Cine y Video" del canal de televisión TVN contando su internacionalización.
A fines de 1999 se reintegra a la banda Lucas Yaksic (guitarra). Luego, bajo la producción ejecutiva de FIRE WORKS MUSIC, se graba el segundo álbum "$uper FiX" en estudios Akustik de Santiago de Chile, con la producción conjunta de Mariano Pavez. El nuevo disco contiene 14 temas, incluyendo un remake del tema "Runaway" de Del Shannon. Este LP muestra una nueva etapa de Dogma, más experimental y con una mayor producción en los temas, saliendo para la venta bajo el sello Big Sur Records en junio de 2000. 
Dogma fue elegido dentro de un grupo de bandas a nivel mundial por el sello norteamericano Progressive Arts Music para formar parte del álbum " THE LOUDEST TIMES ...A tribute to the 80's" con el tema de Metallica "Ride the Lightning". Dicho disco tuvo distribución por el mundo a través de las licencias de Progressive Arts Music y se aún encuentra a la venta por amazon.com, tower records.com y otros portales similares. 
Con más de 200 presentaciones en vivo a la fecha, Dogma promoción su disco $uper FiX, con un completo plan de medios y actuaciones durante año. 
La salida del nuevo disco trajo consigo la posibilidad de participar en proyectos audiovisuales, donde temas del FiX como "Mental Breakdown" e "Intensive Scare" forman parte del soundtrack de "Angel Negro" (la primera película de terror chilena). 
La nueva versión CD del $uper FiX incluye una sección multimedia donde se encuentran principalmente las letras de los temas y los videos "Demadness" perteneciente a "Improve The Silence" y el video de "Runaway (2K)", segundo sencillo promocional del FiX en formato cine, dirigido por José Szlam. El video en cuestión estuvo 3 semanas número 1 a nivel nacional en el canal de música Vía X y se encuentra en ranking dentro de los 10 más pedidos de la cadena norteamericana de música MTV. 
A principios de marzo de 2001, se retira de la banda Sandro Trabuco, siendo reemplazado por Leonardo Henríquez (bajo). 
Ya con la formación definitiva, la banda trabaja en nuevos temas, los que definitivamente forman parte del tercer disco en estudio de la banda, incluyendo guitarras de 7 cuerdas y samplings de distinta índole de modo de lograr un sonido más sólido y característico. Este disco incluye 6 nuevos temas (2 covers), una versión Rave Mix de Trust Cancer y algunos temas en vivo, como así también un demo de "R.U.O.K", tema que iba a ser incluido en Improve The Silence, y el cual, por diversas razones nunca llegó a incluirse en la placa. 
Los temas nuevos fueron grabados entre octubre y noviembre por Mariano Pavez en los Estudios Akustik, en tanto que la masterización del álbum corrió por parte de Joaquín García en los Estudios Clío. 
DIESEL abre el disco con un potente y crudo sonido que acerca a la banda con sus raíces, acompañado de un videoclip, dirigido por José Szlam, mismo realizador de "Runaway".
La banda se mantuvo hasta el 2006 que es cuando se separan definitivamente alegando problemas externos, pudo deberse a la falta de apoyo de las disqueras. Aunque cada miembro siguió su rumbo, periódicamente se juntan a tocar nuevamente. En la página oficial de la banda se puede ver el adiós definitivo en palabras de los integrantes, además de poder descargar un concierto en vivo, el último registrado. 
Tanto la carátula de $uperFix como D15C-0-1NF3ERN0 fueron creadas por el artista italo/chileno Claudio Bergamin.
El entonces vocalista Gabriel Almazán, actualmente forma parte de la banda metal californiana HateFX.

## Discografía
- Improve The Silence (1997)
- Super Fix (2000)
- D15C-0-1NF3ERN0 [Disco Inferno] (2002)
- Manifiesto (2005)
- Atemporal (2023)
- Shift Happens [Single] (2024)